# La Bandera (film)
Pour les articles homonymes, voir La Bandera.
Pour plus de détails, voir Fiche technique et Distribution.
La Bandera est un film français réalisé par Julien Duvivier, sorti en 1935, adaptation du roman éponyme de Pierre Mac Orlan.

## Synopsis
À Paris, Pierre Gilieth a tué un homme. Il s'engage dans la légion espagnole où un policier français, Fernando Lucas, le retrouve pour toucher la prime. Gilieth soupçonne rapidement Lucas et l'épie. Mais lorsque les hommes de la 3e Bandera tombent sous les balles ennemies, la poignée de main que Pierre lui donne finalement avant de mourir marque sa rédemption.

## Fiche technique
Sauf indication contraire, les informations mentionnées dans cette section peuvent être confirmées par la base de données cinématographiques IMDb,  présente dans la section « Liens externes ».
- Titre : La Bandera
- Réalisation : Julien Duvivier
- Assistant réalisateur : Robert Vernay, Jésus Castro-Blanco[1]
- Scénario, adaptation, dialogues : Julien Duvivier, Charles Spaak d'après le roman éponyme de Pierre Mac Orlan, éditions de la N.R.F.
- Photographie : Jules Krüger, Tahar Hannache
- Cadreur : Marc Fossard
- Décors : Jacques Krauss
- Musique : Jean Wiener, Roland-Manuel
- Son : Robert Teisseire
- Montage : Marthe Poncin
- Affichiste : Clément Hurel
- Tournage : Studios de Joinville (intérieurs) - Barcelone et le Sahara espagnol (juin 1935)
- Producteur : André Gargour[2]
- Société de production : Société Nouvelle de Cinématographie (SNC),
- Distribution : Société Nouvelle de Cinématographie (SNC) ( cinéma), M6 Vidéo ( DVD)
- Pays d'origine :  France
- Langue : français
- Format : Noir et blanc - 35 mm - 1,37:1
- Genre : Film dramatique, Film noir
- Durée : 100 min
- Dates de sortie :
  - France : 20 septembre 1935, reprises en salles le 10 juillet 1940 et le 6 mars 2013[3]
  - États-Unis : 2 mai 1939
- Classification cinématographique :   France : tous publics[4]

## Sortie et accueil
La Bandera a totalisé, selon les estimations, plus de trois millions d'entrées entre 1935 et 1942. Selon le CNC, le long-métrage a totalisé 122 219 entrées à Paris entre 1945 et 1950 et 931 639 entrées en France entre 1952 et 2021.

## Autour du film
- Le film est dédié au général Franco, car Julien Duvivier désirait le remercier pour son aide ainsi que toutes ses autorisations lors du tournage. Le réalisateur avait par ailleurs été frappé par la parfaite connaissance du général en matière de littérature française. Cela se passait juste avant la guerre d'Espagne[6][réf. à confirmer].
- Il est d'ailleurs à noter que le drapeau que l’on voit à plusieurs reprises, trois bandes tricolores horizontales (malgré le noir et blanc, on distingue bien les trois nuances : rouge, jaune et violet), est celui de la république espagnole. Ce même drapeau que ce même général allait trahir l’année suivante[7][réf. à confirmer].